# Anna Zak

Zak vào năm 2021

Anna Kuzenkova (tiếng Hebrew: אנה קוזנקוב, tiếng Nga: Анна Кузенкова; sinh 12 tháng 3 năm 2001), thường được biết đến với nghệ danh Anna Zak (אנה זק), là một ca sĩ, người mẫu, diễn viên và người nổi tiếng trực tuyến người Israel. Cô có 5 triệu người theo dõi trên TikTok và hơn 1 triệu người theo dõi trên Instagram.
Anna là một trong những người Israel có ảnh hưởng nhất trên mạng. Năm 2017, cô được xếp hạng số 1 trong danh sách những người Israel trẻ tuổi có ảnh hưởng trên Instagram Nana 10, đồng thời Hiệp hội Internet Israel xếp hạng cô là người dùng Instagram Israel có ảnh hưởng nhất nói chung.
Vào ngày 23 tháng 8 năm 2017, cô chính thức khởi động sự nghiệp âm nhạc của mình khi phát hành đĩa đơn đầu tay, "Money Honey." Vào ngày 2 tháng 1 năm 2022, Anna phát hành bài hát đầu tiên "Lech Lishon" (לך לישון, nghĩa đen là: Đi ngủ) và đã thành công về mặt thương mại. Cô phát hành video âm nhạc cùng ngày với bản audio và đã có hơn 20 triệu lượt xem.

## Thuở thiếu thời và đời tư
Anna Kuzenkova sinh ra tại Sochi, Georgia, ba mẹ là Natalia và Denis Kuzenkov. Cha cô là người Do Thái, trong khi mẹ cô là người Nga. Năm 2011, khi Anna 10 tuổi, cha mẹ cô, cô và chị gái, và ông bà đều di cư đến Israel. Cả gia đình đã định cư tại Ashdod, một thành phố phía nam Israel nằm trên bờ biển Địa Trung Hải, tại đó cô học tiếng Do Thái. Sau đó, cha mẹ Anna chia tay nhau và cha cô trở về Nga, làm việc cho Thế vận hội ở Sochi. Cùng thời điểm đó, chị gái của cô phục vụ trong quân đội Israel.
Anna theo học tại Trường trung học Mekif Het ở Ashdod, Israel. Cô đã chọn họ của mình là Zak để dùng làm nghệ danh khi còn học trung học. Vào tháng 3 năm 2020, Anna nhập ngũ vào Lực lượng Phòng vệ Israel (IDF) để thực hiện nghĩa vụ quân sự bắt buộc. Cô đã có mối quan hệ với ca sĩ người Israel Roee Sendler từ năm 2019. Vào cuối tháng 1 năm 2023, họ chia tay nhau. Vào tháng 12 năm 2023, cô bắt đầu mối quan hệ với ca sĩ kiêm diễn viên Yehonatan "Jonathan" Mergui.

## Sự nghiệp
Anna bắt đầu sự nghiệp của mình vào năm 2014 khi tham gia chương trình truyền hình thực tế dành cho thanh niên của Israel The Boys And The Girls. Năm 2016, cô được chọn làm đại diện nhãn hàng cho Scoop Shoes, kiếm được hợp đồng trị giá 50.000 NIS ở tuổi 15 (khoảng 14.000 đô la Mỹ tính đến năm 2023 và là một số tiền lớn đối với một đứa trẻ). Cô cũng được chọn làm đại diện nhãn hàng cho một chiến dịch toàn cầu của thương hiệu tẩy lông Veet. Sau đó tham gia chiến dịch của thương hiệu mỹ phẩm "Skin Girl" tại Châu Mỹ và Châu Âu.
Anna từng phát biểu trong một cuộc phỏng vấn rằng ở trường học của mình, một số giáo viên của cô không biết về sự nghiệp truyền thông xã hội của cô. Khi còn học lớp 9, thu nhập hàng tháng từ trang cá nhân truyền thông xã hội của cô là ít nhất 10.000 NIS (khoảng 2.500 đô la Mỹ), chưa kể các hợp đồng tài trợ. Mặc dù việc kiếm được một khoản thu nhập lớn khi vẫn còn nhỏ tuổi là điều gây tranh cãi, nhưng Anna đã nói với Israel Channel 2 rằng gia đình cô đã ủng hộ sự nghiệp của cô.
Năm 2017, Anna trở thành người dẫn chương trình To Be a Singer của Music 24. Cô cũng hợp tác với người mẫu Neta Alchimister trong nhiều video đăng lên mạng xã hội. Cùng năm, cô được Hiệp hội Internet Israel vinh danh là "người có ảnh hưởng nhất trên Instagram của Israel". Nana 10 xếp hạng cô là người Israel trẻ tuổi có ảnh hưởng nhất trên Instagram vào năm 2017. Vào tháng 6 năm 2017, Office Depot đã chọn cô làm gương mặt đại diện cho chiến dịch trở lại trường học tại Israel.

## Tham gia One United
Năm 2017, Anna thành công khi thử giọng tham gia dự án Now United của Simon Fuller, người sáng lập Idols của Pháp, người sáng lập Spice Girls và sản xuất American Idol. Cô đã tham gia vào One United một ban nhạc quốc tế gồm 11 thành viên đến từ Trung Quốc, Ấn Độ, Nga, Nhật Bản, Vương quốc Anh, Hoa Kỳ, Philippines, Hàn Quốc, Phần Lan và Đức. Anna cho biết cô sẽ cố đứng đầu dự án thay vì chỉ là một trong số các ca sĩ, điều đó có nghĩa là cô phải thường xuyên bay từ Israel đến Los Angeles trong khi vẫn còn đi học. Vì thông thạo tiếng Nga, cô đảm nhận vai trò dẫn nhóm khi mọi người đến Nga du lịch.